# Laimutė
Laimutė ist ein litauischer weiblicher Vorname, abgeleitet von Laima. Die männliche Form ist Laimutis. 

## Personen
- Laimutė Baikauskaitė (* 1956), Mittelstreckenläuferin und Olympiazweite
- Laimutė Matkevičienė (* 1957), Ärztin und Politikerin, Seimas-Mitglied
- Laimutė Vaidelienė (* 1966), Gesundheitspolitikerin, Vizeministerin